# Forward-Forward-Deposit
Ein Forward-Forward-Deposit (oder Forward-Deposit; Einlagentermingeschäft) ist im Bankwesen der Anglizismus für eine Termingeldanlage, die mit einem Forward kombiniert wird. Pendant ist das Forward-Darlehen.

## Allgemeines
Der Forward ist ein Zinsderivat, dessen Kombination mit einer Termingeldanlage ein strukturiertes Finanzprodukt entstehen lässt. Forward-Deposits gehören zum Einlagengeschäft der Kreditinstitute und dienen dem Anleger als Sicherungsgeschäft zur Absicherung gegen Zinsänderungsrisiken. Beteiligte sind der Anleger und das die Termingeldanlage entgegen nehmende Kreditinstitut. Die Termingeldanlage ist – aus Sicht des Forwards – der Basiswert.
Da der Forward mit einem Termingeld verbunden ist, wird er vor allem im angelsächsischen Bereich „Forward-Forward-Deposit“ genannt. Auch deutschsprachige Publikationen übernehmen diesen Terminus.

## Ablauf
Forward-Deposits werden abgeschlossen, wenn sich Anleger frühzeitig einen Habenzins sichern wollen, weil sie erwarten, dass das Zinsniveau bis zum späteren Abschluss der Termingeldeinlage sinken könnte. Die Termingeldeinlage kann eine Laufzeit von einem Monat bis zu zwei Jahren haben. Der Forward (einschließlich Laufzeit und Zinssatz des Termingelds) wird bereits abgeschlossen, wenn der Anleger noch nicht über die Bankguthaben verfügt, die er erst später als Termingeld anzulegen beabsichtigt. Durch den Forward sichert er sich frühzeitig einen Festzins für das spätere Termingeld. Diese Zinssicherheit muss der Anleger in Form eines Ausübungspreises bezahlen, der als Abschlag (Disagio) vom vereinbarten Termingeldzins abgezogen wird. Zum Ausübungszeitpunkt muss er die Termingeldanlage liefern, die vom Institut mit dem fest vereinbarten Forward-Zins verzinst wird, unabhängig davon, wie sich inzwischen der aktuelle Marktzins entwickelt hat.
Hierin liegt der einzige wirtschaftliche Nachteil des Forward-Deposits. Der aktuelle Marktzins könnte unerwartet über den vereinbarten Forward-Zins steigen, woran der Anleger nicht partizipieren wird.

## Mathematische Darstellung
Der Wert {\displaystyle W} des Forwards mit Fälligkeitszeitpunkt {\displaystyle T} und Ausübungspreis {\displaystyle K} bestimmt sich aus Sicht des Kreditinstituts nach folgender Formel:
{\displaystyle W=(F-K){\frac {1}{(1+z_{T})^{T-t_{0}}}}},
wobei {\displaystyle F} der faire Terminpreis ist. Der Wert ist also die auf den aktuellen Zeitpunkt abgezinste Differenz zwischen vereinbartem Ausübungspreis {\displaystyle K} und aktuellem fairen Terminpreis {\displaystyle F}.

## Abgrenzung
Die Wirkungsweise eines Forward-Deposits entspricht der eines Forward Rate Agreements, bei dem ebenfalls eine Zinsvereinbarung für einen zukünftigen Anlagezeitraum getroffen wird. Der Unterschied zwischen beiden besteht darin, dass beim Forward-Deposit tatsächlich eine Geldanlage getätigt wird, während es beim Forward Rate Agreement nur zu einer Ausgleichszahlung im Hinblick auf die Zinsen kommt. Aus diesem Grund weisen Forward-Deposits für den Anleger theoretisch ein deutlich höheres Kontrahentenausfallrisiko auf, dem jedoch die Einlagensicherung für das Termingeld gegenüber steht.